# Bosra (nahija)
Nahija Bosra (ar. ناحية بصرى) je nahija u okrugu Daraa, u sirijskoj pokrajini Daraa. Po popisu iz 2004. (prije rata), nahija je imala 33.839 stanovnika. Administrativno sjedište je u naselju Bosra.